# 姚雪垠
姚雪垠（1910年10月10日—1999年4月29日），原名姚冠三，字汉英，曾用笔名雪痕、雪、沉思、姚东白等，男，河南邓州人，中国作家，代表作《李自成》。曾担任第五、六、七届全国政协委员及湖北省文联主席、中国文学艺术界联合会委员、中国作家协会理事、中国对外友协理事等职务。設立了“姚雪垠長篇歷史小說獎”。

## 生平
1910年，姚雪垠出生在河南省邓州市九龙乡姚营寨，父亲家是破落地主，母亲家是当地大户。
1930年，姚雪垠在河南大学法学院读书，因为参加中共外围组织“反帝大同盟”而被捕，随后被学校开除。
20世纪40年代，姚雪垠开始搜集明史资料，他阅读了正史、野史、地方志和明清人的文集，做出了2万张卡片，并且计划开始写《李自成》。
20世纪50年代, 姚雪垠在武汉中南作协任专职作家，期间短期执教于华中师范大学，教授中国新文学史课程。1957年，姚雪垠被划成“右派”，发配到武汉东西湖农场种地，于是他白天看地、栽树、养猪、放牛、防汛，晚上借着一盏小油灯微弱的灯光下，边写反省书边写《李自成》。
1961年，姚雪垠恢复名誉，回到了武汉市区，完成了《李自成》第一卷的修订，1963年交由中国青年出版社出版。
文化大革命初期，《李自成》被批为“大毒草”，红卫兵前来抄家时，却因毛泽东的指示而未动姚雪垠家的书籍和作品。

1975年，姚雪垠向毛泽东汇报了《李自成》写作情况，
|  | “……敬爱的毛主席！我原先除写《李自成》之外，还有一个写太平天国的计划，也做了一些必要的准备工作，如今转眼间已经60多岁，身体也不十分好，而《李自成》尚未完成一半。我希望再次获得您的支持……” |

14天后，姚雪垠收到毛泽东的回信：“印发政治局各同志。我同意他写李自成小说二卷、三卷至五卷。”
1977年，姚雪垠的《李自成》第二卷出版。
1982年，《李自成》荣获首届茅盾文学奖。
1997年初春，因写作过于紧张劳累而突发中风倒在书桌旁。
1999年，姚雪垠在北京市复兴医院逝世。遗嘱捐献50万元，用以设立“姚雪垠长篇历史小说奖励基金”。

## 作品
- 《春暖花开的时候》（长篇，1940）
- 《牛全德与红萝卜》（中篇，1941）
- 《差半车麦秸》（短篇，1943）
- 《长夜》（长篇，1947）
- 《李自成》长篇小說，长达300余万字，第二卷曾获第一届茅盾文学奖。

文集
- 《姚雪垠书系》22册（长篇小说12卷，短篇小说1卷，散文随笔7卷，书简2卷）2000年中国青年出版社
- 《姚雪垠文集》20册，2011年人民文学出版社

## 亲属
姚雪垠21岁和18岁的王梅彩结婚，两人育有三子一女。
- 王庚先，岳父[2]
- 姚海云，长子
- 姚海星，次子
- 姚海天，幼子，河南农学院毕业，文字工作者。[2]
- 姚海燕，女儿

## 评价

### 正面评价
历史学泰斗吴晗長於明史，他評價姚雪垠：“研究早明史你不如我，研究晚明史，我不如你。”

### 负面评价
1944年，作家胡风曾说姚雪垠是：“娼妓作家”、“色情作家”，他還被说是“客观主义”和“投机主义”的典型代表。